# Cripple Creek
Cripple Creek – miasto w Stanach Zjednoczonych, w stanie Kolorado, siedziba administracyjna hrabstwa Teller.